# Základní církevní společenství
Základní církevní společenství je relativně autonomní křesťanská náboženská skupina, která funguje podle určitého modelu komunity, bohoslužeb a studia Bible. Významnou roli při jejich popularizaci pod názvem základní (církevní) společenství (také základní společenství; španělsky: comunidades eclesiales de base) sehrálo setkání latinskoamerické rady biskupů v kolumbijském Medellínu v roce 1968, kde se scházejí v malých skupinách, aby přemýšleli o Písmu a aplikovali jeho poučení na svou situaci.
Koncept základního církevního společenství se objevuje v rané církvi, kdy církevní otcové vyučovali věřící Bibli, aby přispěli k jejich duchovní formaci. Cílem základního církevního společenství, které se zabývá studiem Bible, je „být vyučován a živen Božím slovem“ a „být formován a oživován inspirující silou, kterou Písmo zprostředkovává.“
Rozšiřování základních společenství je částečně způsobeno dokumenty II. vatikánského koncilu, které vyzývaly katolické laiky k aktivnějšímu zapojení do církve, a také nedostatkem kněží. Rozšířily se do Afriky a poté do Asie, kde se některé z nich proměnily ve vzory sousedství v moderním městském a ekumenickém prostředí s nadějí, že obnova křesťanství na periferiích ovlivní kulturní centra.

## Popis
Základní společenství, přítomné ve venkovských i městských oblastech, organizovalo často negramotné rolníky a proletáře do samostatných společenství věřících pod vedením kněze nebo místního laického člena. Vzhledem k tomu, že zavedené křesťanské farnosti s aktivními kněžími byly často na míle vzdálené a že vysocí církevní představitelé zřídka navštěvovali i své vlastní farnosti, byly tyto „základní komunity“ často jediným přímým kontaktem s církví pro lidi z venkovských oblastí nebo pro ty, pro které mohla být „místní“ církev na míle vzdálená. Základní společenství tak měla význam pro změnu lidové interpretace římského katolicismu z více důvodů.
Zpočátku jejich struktura podporovala diskusi a solidaritu v rámci komunity před podřízením se církevní autoritě, a jak napovídá jejich samotný název, moc jako by proudila zdola nebo od základny nahoru. Vliv teologie osvobození znamenal, že se diskuse v církvi orientovala na materiální podmínky a otázky třídních zájmů. Prostřednictvím tohoto procesu zvyšování vědomí se evangelizace změnila v třídní vědomí.

## Důraz
Ve východním bloku vznikla další základní společenství, ale s jiným teologickým důrazem. Nehlásily se k teologii osvobození, protože byly pronásledovány samotnými marxisty (i když je důležité poznamenat, že samotná teologie osvobození NENÍ vnitřně spjata s marxismem, ale pouze občas využívala marxistickou analýzu k analýze systémových kořenů chudoby v Latinské Americe). Jednou z nejznámějších skupin bylo po druhé světové válce hnutí maďarského kněze Györgye Bulányiho „Bokor“ (Křovák), které se snažilo zachránit učení křesťanské církve a postavit se rostoucímu pronásledování ze strany komunistické strany. Ideály hnutí byly jednoduché, a sice vyjadřovat křesťanskou lásku třemi způsoby: dáváním, službou a nenásilím. Bulányi byl v roce 1952 komunistickým režimem generálního tajemníka maďarské komunistické strany Mátyáse Rákosiho uvězněn na doživotí a v roce 1960 byl amnestován. Nesměl však pracovat jako kněz. Nadále ilegálně zakládal malá základní společenství a psal ilegální samizdatové články.
V některých ohledech se podobají západním domácím skupinám (malým skupinám), které jsou významnou součástí mnoha letničních a některých protestantských církví. Základní křesťanská společenství věří v pomoc lidem, jejichž život byl zničen. Na pomoc chudým bylo založeno více než 120 000 nových církevních společenství. Základní křesťanská společenství se řídí Božím slovem, stojí při chudých a pomáhají bezmocným. Základní křesťanská společenství pracují na naplnění Kristova záměru hlásat chudým dobrou zprávu, vyprávět jim o naději a připomínat všem lidem, že je vždy někde někdo miluje a že mají v životě ještě šanci.
Základní křesťanské společenství je skupina lidí, kteří se sdružují ke studiu Bible a následně jednají podle křesťanství orientovaného na sociální spravedlnost, které je oblíbené zejména ve třetím světě a mezi chudými.

## Latinská Amerika
V 60. letech 20. století se rychle rozšířila základní církevní společenství (ZCS), povzbuzená důrazem, který katoličtí biskupové na II. vatikánském koncilu a na latinskoamerické konferenci v Medellinu kladli na aktivnější zapojení laiků do života podle evangelia. ZCS uskutečňují přítomnost církve ve všech jejích aspektech, jako společenství, služebníka, hlasatele, svátosti a instituce. Představují vzor křesťanského života, který je méně individualistický, sobecký a soutěživý, jak jej preferují chudí ve vzájemné podpoře a spoluodpovědnosti. Kvůli nedostatku kněží nejsou v některých těchto komunitách svátosti vždy dostupné, ale Boží slovo je pro ně „bezprostředním záchytným bodem, zdrojem inspirace, potravy a rozlišování, ... k utváření spravedlivé společnosti, která promění slovo ve skutečnost a ztělesní projekt evangelia koherentním způsobem, ... s vědomím daru, který nám byl dán v Ježíši Kristu.“
ZCS nejsou produktem teologie osvobození; existovaly již před jejím vznikem a dařilo se jim i přes některé reakce Vatikánu proti hnutí teologie osvobození. Teologové osvobození navázali na hnutí ZCS a dali mu explicitněji sociální ráz. Peruánský teolog Gustavo Gutiérrez, který vymyslel termín „teologie osvobození“, jednou řekl, že devadesát procent tohoto hnutí tvoří preferenční možnost pro chudé. Latinskoameričtí biskupové v návaznosti na své prohlášení z Medellínu z roku 1968, které vyzývalo k „účinnému upřednostňování potřebných a nejchudších vrstev“ společnosti, vydali v roce 1979 v Pueble dokument nazvaný „Přednostní (preferenční) možnost pro chudé (španělsky Opción preferencial por los pobres).“ V roce 2007, kdy letniční a evangelikální hnutí ohrožovala víru katolíků na chudých periferiích latinskoamerických velkoměst, pak tito biskupové na 5. biskupské konferenci Latinské Ameriky a Karibiku („koncilu v Aparecidě“) přijali základní komunity jako pastorační model.
Úbytek základních komunit v některých částech Latinské Ameriky byl přičítán tomu, že papež Jan Pavel II. jmenoval konzervativnější biskupy a měl potíže s pochopením složitosti teologie osvobození.:52 Poselství v Argentině narozeného papeže Františka „často výrazně kontrastovalo se slovy jeho dvou předchůdců. František se ve skutečnosti snažil oživit teologii osvobození v její pastorační aplikaci – ... to, co teologové nazývají ,základní komunitníʻ prací ve slumech a marginalizovaných oblastech regionu.“ Během svého pontifikátu jezdí do Latinské Ameriky v průměru jednou ročně. Na základě svých zkušeností z Latinské Ameriky František velmi vyzdvihl „lidová (sociální) hnutí“, která ukazují „naši sílu“ a slouží jako lék proti „kultuře sobectví“. Taková hnutí považuje za „protilátku populismu“ a za schopná oživit demokracie, které podle něj „stále více pokulhávají, jsou ohroženy a pod dohledem nesčetných faktorů.“ Komunity získaly silnou podporu katolické hierarchie, počínaje latinskoamerickými biskupy v Medellínu po II. vatikánském koncilu, kteří se snažili „povzbudit a podpořit úsilí lidu o vytvoření a rozvoj vlastních základních organizací pro nápravu a upevnění svých práv a hledání skutečné spravedlnosti.“ V roce 2016 vydal biskupský výbor pro doprovázení základních církevních komunit na kontinentu prohlášení: „V tomto církevním jaru, vyvolaném gesty a učením papeže Františka, byla společenství posílena a obnovena ve svém evangelizačním a misijním nadšení. Znovu potvrzujeme své přesvědčení, že komunity jsou Ježíšovou církví v základu, církví chudých a ubohých.“ Příkladem potřeby těchto komunit může být Guatemala, kde jediná farnost mezi domorodými Mayi má 100 000 členů v 53 různých komunitách, kterým slouží 3 000 laických služebníků. Diecézním biskupem je zde Álvaro Leonel Ramazzini Imeri, kterého papež František jmenoval kardinálem při konzistoři 5. října 2019. Kardinál je dlouhodobým zastáncem chudých a přežil několik výhrůžek smrtí.

### Brazílie
Viz též: Teologie osvobození#Základní církevní společenství
Klasické dílo Brazilce Paula Freireho Pedagogika utlačovaných zvýšilo gramotnost a zvýšilo povědomí o lidských právech. To podpořilo hnutí ZCS a „poskytlo odrazový můstek pro teology osvobození, z nichž většina se inspirovala teologickými poznatky, které se naučila z bojů chudých komunit.“ V Brazílii působili členové katolického kléru, kteří získali mezinárodní pověst obhájců chudých, jako například arcibiskup Hélder Câmara, kardinál Paulo Evaristo Arns, kardinál Aloísio Lorscheider a Leonardo Boff. ZCS poskytovaly ochranu sociálním aktivistům, jako například v amazonské oblasti, kde jsou zábory půdy spornou otázkou. Rozšíření ZCS v Brazílii bylo ve srovnání se zbytkem Latinské Ameriky obzvláště rozsáhlé: odhaduje se, že množství základních komunit v zemi na vrcholu osvobozeneckého hnutí čítalo nejméně 70 000 a mělo až dva a půl milionu členů.
V poselství papeže Františka účastníkům 13. setkání základních církevních společenství v Brazílii v lednu 2014 se uvádí, že „motto tohoto setkání ,Poutníci království na venkově a ve městěʻ musí znít jako výzva, aby se stále více ujímali své velmi důležité role v evangelizačním poslání církve.“ Citujíc dokument z Aparecidy František uvedl, že ZCS umožňují lidem „dosáhnout většího poznání Božího slova, větší sociální angažovanosti ve jménu evangelia, pro zrod nových forem laické služby a vzdělávání dospělých ve víře.“ Předsedal výboru, který vypracoval dokument z Aparecidy. František také připomněl své nedávné prohlášení adresované celé církvi, že základní společenství „přinášejí nový evangelizační zápal a novou schopnost dialogu se světem, díky němuž se církev obnovuje.“

### Mexiko
Stejně jako jinde v Latinské Americe, i v Mexiku se základní komunity začaly organicky šířit na počátku 60. let 20. století a nakonec našly institucionální podporu v preferenční volbě pro chudé, kterou navrhl II. vatikánský koncil a kterou potvrdil CELAM na druhé konferenci biskupů Latinské Ameriky v roce 1968 v kolumbijském Medellínu. Jednou z hlavních příčin šíření základních komunit v zemi byly obavy z rozšířené chudoby a podvýživy a také rostoucí rozdíl v poměru počtu katolických kněží a farníků, který byl charakteristický pro celou Latinskou Ameriku ve 20. století. Někdy mohla mít celá diecéze s více než 50 000 obyvateli pouze jednoho kněze; to platilo zejména pro obtížně dostupné venkovské oblasti. Církevní představitelé považovali podporu vzdělávání, účasti a vedení laiků ze strany ZCS spolu s metodou „vidět – soudit – jednat“, která se v rámci této organizace praktikovala, za potenciální řešení obou těchto problémů, a proto podporovali jejich rozvoj v celé zemi. Od 80. let 20. století byla dalším faktorem, který inspiroval vznik základních komunit v Mexiku, podpora a solidarita s uprchlíky, kteří utíkali před občanskými válkami a vojenskými diktaturami v Guatemale, Nikaragui a Salvadoru. Ačkoli jsou základní komunity často považovány za venkovský fenomén, jsou významně zastoupeny také v městských oblastech, často se nacházejí v rámci colonias populares, jako jsou základní komunity v Santa Cecilii v Guadalajaře nebo v Oaxaca City v Oaxace.
Základní komunity v Mexiku se v minulosti spoléhaly na trvalou podporu církevní hierarchie, tedy biskupa nebo arcibiskupa v regionu, aby mohly vzniknout i přetrvat. V diecézích, kde církevní vedení nebylo nakloněno ZCS nebo progresivní teologii osvobození, se komunity těžko etablovaly a existující skupiny rychle zanikaly, například v případech, kdy byl biskup přesunut do jiné diecéze nebo nahrazen konzervativním biskupem, jako tomu bylo v případě Regionálního semináře jihovýchodu (španělsky Seminario Regional del Sureste, zkratka SERESURE), když Vatikán v roce 1990 změnil jeho vedení.

#### Guadalajara
Základní komunity v Santa Cecilii v Guadalajaře se vyznačují převažujícím zastoupením žen jako členek, organizátorek a vedoucích. Řeholnice z komunity Religiosas del Sagrado Corazón de Jesús (RSCJ) začínaly jako malé skupinky k zamyšlení a shromažďovaly ženy z celého města, aby diskutovaly o domácích a sousedských problémech. Brzy se tyto malé skupinky rozrostly v prosperující základní společenství, v nichž se sdružovaly jak ženy, tak muži, kteří se věnovali studiu Bible a rozjímání, realizovaly se komunitní projekty, jako například zřizování vodovodních a popelářských služeb, a pořádaly vzdělávací programy, které povzbuzovaly členky k praktikování metody svědomí a aktivismu „Vidět - soudit - jednat“, kterou vyvinul Paulo Freire. Do roku 1972 se v Santa Cecilii pravidelně scházelo nejméně dvacet různých skupin základních komunit, jejichž členové se navíc vzdělávali jako katecheté, aby poskytovali náboženskou službu tisícům farníků. V době, kdy dominoval machismus a kdy institucionální a rodinný patriarchát odsouval ženy do domácí sféry, byly zkušenosti žen v základních komunitách Santa Cecilie obzvláště významné. Ženy z těchto komunit totiž neúnavně pracovaly na tom, aby čelily dvojím standardům své doby a vymanily se z „rozdělení dominantní kultury na veřejné a soukromé“, které je odsouvalo do domácnosti. Klíčovou součástí této osvobozující zkušenosti žen ze základních komunit Santa Cecilie byly posilující momenty konfrontace, výzvy a porážky mocných mužů, jako byli šéfové, majitelé továren nebo dokonce jejich vlastní manželé a otcové.
Když v roce 1985 sestry RSCJ opustily Santa Cecílii, bylo pro komunity obtížné udržet tak vysoký stupeň organizace a účasti a nakonec se rozpadly. Avšak i když samotné komunity nemusely přetrvat, svědomité vzdělávání a posilující zkušenosti, které zprostředkovaly, posloužily jako základ pro další komunitní aktivismus a vytvořily sítě, které nadále podporovaly a prosazovaly lidová hnutí a vzdělávání.

#### Oaxaca
V roce 1980 byla farnost San Juan Chapultepec největší ve městě Oaxaca a měla téměř 50 000 členů. První základní komunita ve městě byla založena téhož roku v nedaleké kolonii popular Emiliano Zapata. Brzy poté, v roce 1982, přijely do města sestry Regina Johnsonová, Mildred Payneová a Carmen Lechthalerová z řádu Maryknoll, aby pomáhaly s organizací a řízením v rámci komunity, vedly kurzy a biblické skupiny. Do roku 1989 existovalo ve farnosti ne méně než dvacet šest základních komunit a další v ostatních koloniích města. Sestry začaly svou práci tím, že se zabývaly některými klíčovými problémy čtvrti: podvýživou a chudobou. V rámci malých studijních skupinek, které jsou charakteristické pro model základních komunit, vedly svědomité diskuse, v nichž členy učily, že jejich chudoba není přirozeným stavem světa ani Boží vůlí – což byly do té doby běžné narativy –, ale spíše důsledkem do očí bijících sociálních nerovností a příkré ekonomické hierarchie v Mexiku, přičemž se vždy vracely k Bibli jako zdroji svých úvah[18]. Kromě toho kurzy o zemědělství a zdraví povzbuzovaly členy, aby se věnovali pěstování sóji jako cenově výhodnějšímu zdroji bílkovin než maso, které bylo drahé až nedostupné.

#### Coahuila
V Torreónu ve státě Coahuila měla skupina pokrokových kněží známá jako skupina Nazas-Aguanaval vliv na vytváření základních komunit a další politické organizace zdola. Skupina se zformovala počátkem 70. let 20. století v rámci pastoračního plánu podporovaného církevními autoritami v diecézi, jehož cílem bylo přivést na venkov více kněží, a patřili k ní mimo jiné otcové Benigno Martínez, José Batarse a Jesús de la Torre.

### Násilná opozice
Rooseveltův dodatek k Monroeově doktríně (1904) zavedl model, podle kterého Spojené státy vnucují Latinské Americe kapitalistický model rozvoje, často na úkor nejchudších národů. „V Brazílii a Střední Americe, kde diktatura podporovaná Spojenými státy činila shromažďování, organizování a/nebo protesty dělníků stále nebezpečnějšími, zatímco se jejich životní podmínky zhoršovaly, se posvátný prostor náboženských shromáždění často stával jediným prostředím, kde se dělníci mohli ještě do jisté míry bezpečně scházet, organizovat, sdílet informace a plánovat protesty“ a zároveň zde nalézt životně důležitou podporu a uzdravení. Nicméně „statisíce bezbranných členů CZS byly zabity státem sponzorovanými, Spojenými státy vycvičenými a podporovanými vojenskými, polovojenskými a policejními silami v nejméně deseti latinskoamerických zemích,“ včetně misionářů ze Spojených států, místních farářů a biskupa.

## Afrika
Mnozí autoři poukazují na model církve „svátostně služebné stanice“, který zavedl kolonialismus a který je v rozporu s africkou kulturou, jež dává přednost úzkému, participativnímu společenství. Když dokumentační služba Asociace členských biskupských konferencí ve východní Africe (AMECEA) „v roce 1975 rozeslala dotazník, aby zjistila, jak diecéze hodnotí své priority, s potěšením zjistila, že nejvyšší prioritou v AMECEA je ,budování křesťanských společenstvíʻ.“:81,90 V roce 1994 pak na první africké synodě označila Biskupská konference v Africe malá křesťanská společenství (MKS) za „teologickou oporu modelu církve jako Boží rodiny“. Jsou vnímána jako „církevní rozšíření africké rozšířené rodiny nebo klanu“, kde se křesťanská víra prožívá a sdílí intenzivněji. V africké patriarchální kultuře je výzvou přilákat do těchto komunit více mužů a přesto v nich nechat zaznít hlas žen. „Díky vzniku a růstu SCC již není církev považována za vzdálenou realitu podléhající pouze vedení vysvěcených duchovních. ... Ženy a muži se cítí být součástí společenství, oslavují svou společnou víru a přebírají odpovědnost za poslání církve v místním kontextu.“ Již v roce 2001 bylo v devíti zemích AMECEA ve východní Africe více než 180 000 SCC. Jeden z předních afrických teologů navrhl, že se mohou ještě učit od Latinské Ameriky, „aby zahrnovaly pozornost k sociálně-politickým, ekologickým a ekonomickým podmínkám svého kontextu.“

## Asie
Federace asijských biskupských konferencí na svém shromáždění v Bandungu v Indonésii v roce 1990 podpořila vznik malých křesťanských společenství (MKS) v celé Asii jako nový způsob církve, jako „společenství společenství“ – participativní, ekumenické a jako kvas pro proměnu světa. V roce 1999 pak po zasedání asijské biskupské synody v Dillí papež Jan Pavel II. v apoštolské exhortaci Ecclesia in Asia napsal, že „synodní otcové zdůraznili hodnotu základních církevních společenství jako účinného způsobu podpory společenství a účasti ve farnostech a diecézích a jako skutečné síly evangelizace. Tyto malé skupiny pomáhají věřícím žít jako věřící, modlící se a milující se společenství podobně jako první křesťané (srov. Sk 2,44-47; 4,32-35).“ Jan Pavel II. je dále označil za „pevný výchozí bod pro budování nové společnosti, výraz civilizace lásky, ... a povzbuzuji církev v Asii, aby tam, kde je to možné, považovala tato základní společenství za pozitivní rys evangelizační činnosti církve.“
Různorodost náboženství a malý počet křesťanů ve většině asijských oblastí vedly také k pokusům o vytvoření místních základních lidských společenství (ZLS) otevřených lidem všech vyznání. Od nich se očekává, že z nich vznikne nové lidstvo, jehož malé komunity na periferii budou zpětně působit na přetváření centra do podoby jednoho světa pod Bohem.

### Filipíny
Na Filipínách byla formace ZCS přijata jako pastorační priorita církve v celé zemi. V roce 1991 druhý plenární koncil na Filipínách rozhodl: „Základní církevní společenství pod různými názvy a formami – ZCS, malá křesťanská společenství, společenství smlouvy – je třeba energicky podporovat pro plné prožívání křesťanského povolání v městských i venkovských oblastech.“ Koncil nařídil Katolické biskupské konferenci Filipín (CBCP), aby „vydala oficiální prohlášení o ZSC, o jejich povaze a funkcích, jak je uznává církev, aby bylo jasné, že nejsou jen další organizací. Toto oficiální prohlášení CBCP má mimo jiné sloužit k řádné orientaci kněží a seminaristů. Příprava na práci s ZCS se stane součástí seminární formace.“ V roce 2007 CBCP zřídila Biskupský výbor pro základní církevní společenství, jehož úkolem je pomáhat diecézím při propagaci a formaci ZCS. Malá křesťanská společenství na Filipínách často začínala jako administrativní nebo liturgická centra pro farnosti a bylo třeba, aby se vyvinula ve společenství, která by zvyšovala vědomí a podobala se spíše latinskoamerickému modelu.

### Indie
Kněžská synoda v Bombaji v roce 1980 uznala, že ZSC jsou nezbytné pro budování společenství v městských farnostech, které se vyznačují individualismem, neosobními vztahy, povrchní náboženskou praxí a nezájmem o druhé. „Věřící byli definováni doktrinálními pravdami, které vyznávali“, přičemž privatizované křesťanství ignorovalo sociální a komunitní rozměr toho, že jsou učedníky Ježíše Krista. Pocit společenství prožívaný při nedělní mši byl shledán jako příliš povrchní, než aby bylo možné realizovat smysl křesťanského společenství.:122 V letech 1984 až 2006 se prakticky celá bombajská arcidiecéze sdružovala do 1 800 ZCS. Program spočíval ve sdružování katolíků v sousedních komunitách za účelem sdílení evangelia a služby chudým a potřebným, přičemž se udržovaly vazby s univerzální církví. Zkušenosti vedly k rozdělení ZCS do menších uskupení po přibližně deseti rodinách, aby se usnadnila přítomnost a účast na měsíčních setkáních.

## Jiné země
Bylo navrženo, že k oživení církve v západním světě by se sousedské komunity měly stát místem, kde se uvažuje o Bibli a kde se uplatňuje, kde se sdílí a slaví víra, a to spíše v demokratické než hierarchické struktuře. Kněz a biskup se stávají pomocníky, kteří podporují plné misionářské učednictví laiků a dohlížejí na ně spíše zpovzdálí, než aby byli zvyklí je kontrolovat. Otázka, na kterou musí duchovní na Severu odpovědět, je, jaký model církve nejlépe odpovídá potřebám a očekáváním sekulární společnosti.:209
Program, který vznikl ve Spojených státech, nyní RENEW International, nabízí materiály a školení pro diskusní skupiny ve farnostech. Jejich programy oslovily přibližně 25 milionů katolíků ve 160 diecézích ve Spojených státech, Kanadě, Jižní Africe, Austrálii, Venezuele, Salvadoru a Guatemale. Od roku 2007 sponzoruje program Teologie u výčepu (anglicky Theology on Tap), který zapojuje mladé lidi do diskusí o víře pořádaných v restauracích a hospodách. RENEW International má silné zastoupení v Anglii a v Africe. Do podobného úsilí, které vzniklo v Itálii v roce 1987, jsou dnes zapojeny tisíce lidí na pěti kontinentech. Papež František tyto buňky pochválil za jejich schopnost oživit farnosti a dodal, že: „Pokud jsme se ve svém životě setkali s Kristem, nemůžeme si ho nechat jen pro sebe. Je velmi důležité, abychom se o tuto zkušenost podělili i s ostatními.“